# Paris Festival international de jazz, mai 1949
Paris Festival international de jazz, mai 1949 est un album de jazz bebop de Miles Davis et du Tadd Dameron Quintet enregistré en public en mai 1949 à Paris, salle Pleyel, et sorti en 1977.

## Titres
1. Rifftide (C. Hawkins) - 4:34
2. Good Bait (T. Dameron/Count Basie) - 5:47
3. Don't Blame Me (D. Fields/ J. Mc Hugh) - 4:19
4. Lady Bird (T. Dameron) - 5:00
5. Wah-Hoo (C Friend) - 5:33
6. Allen's Alley (D. Best) - 4:26
7. Embraceable You (I. & G. Gerschwin) - 4:02
8. Ornithology (C. Parker - B. Harris) - 3:45
9. All the Things You Are (O. Hammerstein II - J. Kern) - 4:15

## Musiciens
- Miles Davis (Trompette)
- Tadd Dameron (Piano)
- Barney Spieler (contrebasse), crédité sur la pochette. Il pourrait s'agir de Pierre Michelot qui faisait partie de la tournée parisienne[1]
- James Moody (Saxophone ténor)
- Kenny Clarke (Batterie)

## Citation
« Début 1949, Tadd et moi sommes partis avec un groupe à Paris, où nous devions jouer à la même affiche que Bird. C'était mon premier voyage à l'étranger et il changea à jamais ma vision des choses. J'adorais être à Paris, j'adorais la façon dont on m'y traitait. C'est là que j'ai rencontré Jean-Paul Sartre, Pablo Picasso et Juliette Gréco. Je n'ai plus jamais éprouvé ces sentiments de toute ma vie. Juliette Gréco et moi sommes tombés amoureux. Je tenais beaucoup à Irène, mais je ne m'étais jamais senti comme ça de toute ma vie. »
Miles l'autobiographie
Miles Davis, avec Quincy Troupe. Infolio. 2007.